# Rajcsányi Károly
Rajcsányi Károly (Budapest, 1921. január 22. – Budapest, 1982. augusztus 10.) magyar újságíró, író.

## Életpályája
Középiskolai tanulmányait szülővárosában végezte. 1939-től gyári munkás volt, és ettől az évtől kezdve jelentek meg írásai a Népszavában. 1942–1944 között a Pantheon Irodalmi Intézet lektora volt. 1945-ben a Magyar Kommunista Párt tagja lett. 1945–1948 között a Szabadság című napilap munkatársa volt. 1948-tól 5 éven át a Népszava és a Független Magyarország című lapok szerkesztője volt. 1953–1954-ben a Szabad Nép, 1954–1955-ben a Szabad Ifjúság újságírója, 1955-től a Magyar Nemzet munkatársa volt. 1968-ban kinevezték a MÚOSZ belpolitikai szakosztályának elnökévé.

## Művei
- Hugolin (vidám komédia, 1946)
- Szüreti mulatság (színmű, 1946)

## Díjai, elismerései
- Munka Érdemrend arany fokozat (1964)[2]
- Rózsa Ferenc-díj (1975)